# 南海幻想
「南海幻想」（なんかいげんそう）は、NHK-FMで1986年（昭和61年）に放送された、連続ラジオドラマ。

## 概要
- 放送日： 1986年（昭和61年）6月2日 ～ 6月13日（全10回）
- 原作：石沢英太郎
- 脚色：小池康夫
- 出演：田中綾子、西山辰夫、有光豊、升毅、端田宏三、西園寺章雄、柳川清、有光豊、大橋壮多、須永克彦
- スタッフ： 技術=山上順一　効果=苅野勇　演出=川口泰典

| スタブアイコン | サブスタブ | この項目は、まだ閲覧者の調べものの参照としては役立たない、ラジオ番組に関連した書きかけの項目です。この項目を加筆・訂正などしてくださる協力者を求めています（P:ラジオ/PJ:放送番組）。 |